# Kambal sa Uma
Kambal sa Uma é uma telenovela filipina produzida e exibida pela ABS-CBN, cuja transmissão ocorreu em 2009.

## Elenco
- Shaina Magdayao - Vira Mae Ocampo / Marie Perea
- Melissa Ricks - Ella Perea / Venus dela Riva
- Matt Evans - Gabriel Ledesma
- Jason Abalos - Dino San Jose